# Дебеславцы
Дебесла́вцы (укр. Дебеславці) — село в Матеевецкой сельской общине Коломыйского района Ивано-Франковской области Украины.
Население по переписи 2001 года составляло 846 человек. Занимает площадь 7.3 км². Почтовый индекс — 78290. Телефонный код — 03433.